# The Very Best of Enya
The Very Best of Enya – druga kompilacja największych przebojów w dorobku irlandzkiej wokalistki i multiinstrumentalistki Enyi, wydana 23 listopada 2009 r. nakładem wytwórni Warner Bros. Records. Wydana w rok po ostatnim albumie artystki, And Winter Came, kompilacja podsumowuje jej solowe dokonania z lat 1987–2009.

## Spis utworów
W zależności od wydania (1CD, CD+DVD, deluxe oraz edycje lokalne), płyta zawiera różny zestaw utworów. Wszystkie utwory zostały wyselekcjonowane przez Enyę i jej współpracowników, Romę i Nicky'ego Ryanów. W przeciwieństwie do poprzedniej składanki, Paint the Sky with Stars z 1997 r., wydawnictwo nie zawiera napisanych specjalnie na tę okazję nowych utworów, zamieszczono jednak na nim wcześniej niepublikowaną wersję utworu „Aníron... (I desire)”, nagranego na ścieżkę dźwiękową do filmu Władca Pierścieni: Drużyna Pierścienia. 

## Certyfikaty i sprzedaż
| Kraj                   | Certyfikat      | Sprzedaż |
| ---------------------- | --------------- | -------- |
| Australia (ARIA)       | złota płyta     | 35 000+  |
| Belgia (BEA)           | złota płyta     | 15 000+  |
| Dania (IFPI Danmark)   | platynowa płyta | 20 000+  |
| Hiszpania (Promusicae) | złota płyta     | 30 000+  |
| Irlandia (IRMA)        | złota płyta     | 7 500+   |
| Niemcy (BVMI)          | złota płyta     | 100 000+ |
| Nowa Zelandia (RMNZ)   | platynowa płyta | 15 000+  |
| Polska (ZPAV)          | złota płyta     | 10 000+  |
| Wielka Brytania (BPI)  | platynowa płyta | 300 000+ |
| Włochy (FIMI)          | złota płyta     | 30 000+  |